# Iulie 2004
Acest articol este generat integral pe baza informațiilor din articolul 2004 și este actualizat periodic de un robot.
 Editările făcute în articol vor fi șterse la următoarea actualizare! Dacă doriți să faceți modificări, editați articolul-sursă.

ianuarie -
februarie -
martie -
aprilie -
mai -
iunie -
iulie -
august -
septembrie -
octombrie -
noiembrie -
decembrie
Iulie 2004 a fost a șaptea lună a anului și a început într-o zi de joi.

## Evenimente

Sonda Cassini–Huygens ajunge pe orbita planetei Saturn.

- 1 iulie: Președintele Iraqului, Saddam Hussein, este arestat.
- 1 iulie: Sonda Cassini–Huygens ajunge pe orbita planetei Saturn.[1]
- 1 iulie: Postul de radio „România Tineret” emite doar pe internet, devenind un post experimental. Directorul postului este actorul Florian Pittiș.
- 4 iulie: Grecia învinge Portugalia cu scorul de 1-0 și câștigă Campionatul European de Fotbal din Portugalia.
- 5 iulie: „Jaful secolului” - un angajat al unei firme de pază a fugit cu o mașină blindată încărcată cu bani proveniți de la filialele din Galați, Constanța și Ploiești ale băncii ABN Amro. Suma totală ransportată în autospecială a fost de 88,5 miliarde lei, 33.396 dolari și 525 de euro.[2]
- 5 iulie: În Indonezia au avut loc primele alegeri prezidențiale directe. Scrutinul, desfășurat după șase ani de la căderea dictatorului Suharto, s–a încheiat cu alegerea generalului Susilo Bambang Yudhoyono în funcția de președinte al țării.
- 24 iulie: Se semnează preluarea celei mai mari companii din Romania, Petrom, de către OMV, Petrom păstrându-și denumirea pe piața română. OMV va achita 669 milioane de euro pentru 33,34% din acțiunile Petrom.[3]
- 24 iulie: Trofeul „Cerbul de Aur”  este câștigat de malteza Eleanor.
- 25 iulie: Ciclistul american Lance Armstrong câștigă pentru a 6-a oară consecutiv Turul Franței.
- 28 iulie: Alpinistul timișorean Horia Colibășanu devine primul român care a escaladat vârful himalayan K2.[4]

## Decese
- 1 iulie: Marlon Brando jr., 80 ani, actor american de film (n. 1924)
- 1 iulie: Mihail Horváth, 56 ani, politician român de etnie maghiară (n. 1947)
- 2 iulie: Mochtar Lubis, 82 ani, scriitor indonezian (n. 1922)
- 6 iulie: Thomas Klestil, 71 ani, diplomat și politician austriac (n. 1932)
- 7 iulie: Mihail Șerban, 74 ani, biochimist român, membru al Academiei Române (n. 1930)
- 8 iulie: Jean Lefebvre, 84 ani, actor francez de film (n. 1922)
- 10 iulie: Inge Meysel (n. Ingeborg Charlotte Meysel), 94 ani, actriță germană (n. 1910)
- 12 iulie: Mioara Avram, 72 ani, lingvistă română (n. 1932)
- 19 iulie: Ilie Cazacu, 92 ani, instrumentist român (n. 1912)
- 22 iulie: Sacha Distel, 71 ani, cântăreț și compozitor francez (n. 1933)
- 28 iulie: Francis Crick (n. Francis Harry Compton Crick), 88 ani, om de știință britanic, laureat al Premiului Nobel (1962), (n. 1916)
- 28 iulie: Tiziano Terzani, 65 ani, scriitor italian (n. 1938)
- 29 iulie: Vasile Hobjilă, 56 ani, politician român (n. 1948)